# Зоран Рендулић
Зоран Рендулић (Сарајево, 22. мај 1984) је бивши српски фудбалер, а садашњи фудбалски тренер.

## Каријера
Као рођени Сарајлија, Рендулић је почео да тренира фудбал у локалном Жељезничару. По избијању рата у Босни и Херцеговини, заједно са породицом се преселио у Београд и потом заиграо у млађим категоријама Рада. Један период је провео и у млађим категоријама Партизана након чега је прешао у Железник. Сениорски фудбал је почео да игра у Ремонту а праву афирмацију је стекао у Борцу из Чачка. Прво инострано искуство му је била позајмица у аустријском Риду. У јуну 2008. је потписао за француског прволигаша Гренобл. Провео је наредне две сезоне у Греноблу и наступио је на укупно 15 утакмица за француски клуб.
У лето 2010. се вратио у српски фудбал и потписао за Јавор из Ивањице, у којем је, иако штопер, постигао девет голова током такмичарске 2010/11. у Суперлиги Србије. Из Јавора је отишао на далеки исток, у корејски Поханг Стилерс, са којим је играо и Азијску лигу шампиона. Потом је наступао за кинески Шенјанг, да би у јануару 2015. потписао за Чукарички, где је био стандардан првотимац у екипи која је освојила Куп Србије те сезоне. Рендулић је уврштен и у идеални тим Суперлиге Србије за такмичарску 2014/15.
У јуну 2015. је потписао двогодишњи уговор са Црвеном звездом. Са београдским „црвено-белима” је освојио титулу првака Србије у сезони 2015/16, а укупно је за годину и по дана, колико је провео у клубу, одиграо 25 утакмица уз један постигнут гол, у Лучанима против Младости. У фебруару 2017. је потписао за казахстански Ордабаси. Већ у јуну исте године је напустио Ордабаси, а затим је први део такмичарске 2017/18. провео у Раду.

## Трофеји

### Поханг Стилерс
- Куп Јужне Кореје (1): 2011/12.

### Чукарички
- Куп Србије (1): 2014/15.

### Црвена звезда
- Суперлига Србије (1): 2015/16.